# Tony Gwynn
Anthony Keith „Tony“ Gwynn, Sr. (* 9. Mai 1960 in Los Angeles, Kalifornien; † 16. Juni 2014 in Poway, Kalifornien) war ein US-amerikanischer Baseballspieler bei den San Diego Padres. Da er seine gesamte Karriere in San Diego verbrachte und bis heute noch einige Teamrekorde hält hat er den Spitznamen Mr. Padre. Nach seiner aktiven Karriere trainierte er die Baseballmannschaft der San Diego State University.
Gwynn starb im Juni 2014 an den Folgen von Speicheldrüsenkrebs.